# Anna Jarvis
Ann Marie Jarvis (1 de mayo de 1864, Webster (Virginia Occidental) - 24 de noviembre de 1948, West Chester, Pensilvania) fue la fundadora del día de las Madres.

## Datos biográficos
Anna Jarvis nació en la pequeña población de Webster en el estado de Virginia Occidental. Fue hija de Ann Maria Reeves Jarvis. Siendo niña, la familia se mudó a Grafton (Virginia Occidental) en donde estudió en la escuela Mary Baldwin College, de la que se graduó en 1883.
La madre de Ana María había fundado en varias ciudades de Estados Unidos un día para conmemorar el esfuerzo de las madres trabajadoras intentando, al mismo tiempo, mejorar con sus acciones las condiciones de salud y de sanidad en el trabajo de las féminas. El antecedente del trabajo de Ana María Jarvis (madre) se remontaba a sus tareas durante la guerra de secesión en la que había encabezado esfuerzos de grupos de mujeres que actuaban como enfermeras en el frente de batalla de ambos lados de las trincheras. 
El 12 de mayo de 1907, dos años después de la muerte de su madre, Ana María quiso conmemorar el fallecimiento y organizó un día de la madre para hacerlo. A partir de entonces encabezó una activa campaña que fue extendiéndose a todo el territorio de los Estados Unidos. Finalmente, siete años después logró que el presidente Woodrow Wilson recogiera la iniciativa y la promoviera él mismo hasta volver la conmemoración un día de fiesta para las madres en general. Así fue gestado el día internacional de la madre, que después fue encontrando eco en otros países que lo adoptaron hasta tenerse la celebración conocida en la actualidad.
Hacia 1920, Ana María Jarvis se percató de la comercialización generalizada de la idea de su madre y manifestó su desacuerdo con las motivaciones que fueron dándose para la conmemoración. Esto la hizo luchar en contra de este proceso que consideraba ilegítimo, hasta el punto de que en alguna ocasión fue arrestada por perturbar la paz debido a sus manifestaciones ruidosas. Ella y su hermana Ellsinore, usaron su herencia y los recursos de que disponían, para hacer campaña en contra de las celebraciones comerciales del día de la madre. Se quejaba amargamente del simbolismo negativo que representaba el enviar tarjetas pre-impresas para celebrar a las madres en su día. Decía:

Una tarjeta impresa no significa más que se es demasiado indolente para escribirle de puño y letra a la mujer que ha hecho por uno más que nadie en el mundo
Anna Jarvis.

Ana María Jarvis nunca se casó y no tuvo descendencia.